# Lista över svenska hovmästarinnor
Detta är en lista över svenska hovmästarinnor.
Hov kallades fram till reformen av hovstaten 1719 för kammarjungfrur.

## Hovmästarinnor

### Titel
| Ämbetstid | Namn                               | Levnadstid | Hovmästarinna hos                   |
| --------- | ---------------------------------- | ---------- | ----------------------------------- |
| 1366      | Märta Ulfsdotter                   | 1319–1371  | Drottning Margareta                 |
| 1591–     | Margareta Brahe                    | 1559–1638  |                                     |
| 1604–1608 | Carin Snakenborg                   | –1640      |                                     |
| 1608–1612 | Gunilla Rosenstråle                | –1640      |                                     |
| 1619–1623 | Hebbla Stålarm                     | –1623      |                                     |
| 1650      | Barbro Fleming                     | 1624–1693  |                                     |
| 1651–     | Maria Sofia De la Gardie           | 1627–1694  |                                     |
| 1687–1715 | Märta Berendes                     | 1639–1717  | Hedvig Eleonora av Holstein-Gottorp |
| 1698      | Beata Magdalena Wittenberg         | 1644–1705  |                                     |
| 1736–1751 | Hedvig Elisabet Strömfelt          | 1687–1751  |                                     |
| 1750      | Johanna Margareta von Tiesenhausen |            |                                     |
| 1753      | Ulrica Schönström                  | 1694–1757  |                                     |
| 1778–1781 | Maria Aurora Uggla                 | 1747–1826  |                                     |
| 1811–1818 | Charlotte Stjerneld                | 1766–1825  |                                     |
| 1823–1829 | Marcelle Tascher de la Pagerie     | 1792–1866  |                                     |
| 1826–1836 | Christina Ulrika Taube             | 1798–1862  |                                     |
| 1852–1854 | Karen Anker                        | 1804–1862  |                                     |